# Xã Hart, Quận Warrick, Indiana
Xã Hart (tiếng Anh: Hart Township) là một xã thuộc quận Warrick, tiểu bang Indiana, Hoa Kỳ. Năm 2010, dân số của xã này là 1.626 người.